# خشخاش کبیر
خشخاش کبیر یا خشخاش طناز (نام علمی: Papaver bracteatum) گونه‌ای خشخاش تنومند چندساله با گل‌های سرخ‌رنگِ بزرگ و پهن و به اندازهٔ ۲۰ سانتیمتر است که تا ارتفاع ۱٫۲۲ متر رشد می‌کند و لکهٔ سیاه رنگ برجسته‌ای در مرکز گلبرگ‌های آن دیده می‌شود. شقایق کبیر خویشاوند نزدیک خشخاش زینتی است.
از شقایق کبیر برای تولید تجاری کدئین و تبائین استفاده می‌شود.
شقایق نام نوعی گل است که به عشق و عاشقی شناخته می‌شود و و نام آن ریشهٔ عربی دارد
در انگلیسی گل شقایق را poppy می‌نامند که سیاهی در اعماق آن به نشانهٔ داغداری و سوختن از عشق است
نام شقایق در ایران یک نام دخترانه است